# Morgan McMichaels
Morgan McMichaels, pseudonimo di Thomas White (Alexandria, 28 maggio 1981), è un personaggio televisivo e drag queen scozzese con cittadinanza statunitense, noto per aver preso parte alla seconda edizione di RuPaul's Drag Race e per essersi classificato quinto nella terza edizione di RuPaul's Drag Race All Stars.

## Biografia
Nato ad Alexandria, da padre scozzese e madre statunitense, ha trascorso parte della sua infanzia sia in Scozia che negli Stati Uniti. Si trasferì definitivamente a Los Angeles all'età di 18 anni, e iniziò a fare drag a partire dal 2001. La madre drag di McMichaels è Chad Michaels, che prese successivamente parte alla quarta edizione di RuPaul's Drag Race. Ha frequentato per un breve periodo la facoltà di biochimica ed immunologia all'Università della Scozia Occidentale prima di trasferirsi in California.

## Carriera
McMichaels si è unito al cast della seconda stagione di RuPaul’s Drag Race di RuPaul nel 2010. Ma è stata eliminata da Sahara Davenport, posizionandosi ottava su dodici. La McMichaels ha successivamente continuato a partecipare alla terza stagione della Drag Race: All Stars di RuPaul, dove è stata eliminata per prima da BenDeLaCreme per aver detto che avrebbe mandato a casa i migliori concorrenti se fosse rimasta. Questo l'ha piazzata decima nella stagione. È tornata nel sesto episodio tra cinque drag eliminate (Thorgy Thor, Milk, Chi Chi Devayne e Aja) ed è stata selezionata per essere riportata da BenDeLaCreme, posizionandosi alla quinta posizione , perché venne eliminata da Shangela.

### Dopo “RuPaul Drag Race”
La McMichaels, insieme agli altri concorrenti Raven, Jujubee, Pandora Boxx, Nina Flowers, Shannel e Tammie Brown, è apparsa in RuPaul's Drag U, una serie di spinoff Logo nel 2010, dove è apparsa come "professore" per tre episodi.  È rimasta nel cast della seconda stagione di Drag U, che è stata presentata in anteprima stagionale il 20 giugno 2011, ed è stata professore per altri due episodi.  È tornata di nuovo per un episodio nella terza stagione di Drag U nel 2012. Oltre agli spettacoli correlati a Drag Race, McMichaels è stato presentato nel video musicale di "S&M" della cantante delle Barbados Rihanna nel 2011. L'11 aprile 2013, McMichaels ha fatto un'apparizione ospite in Tabatha Takes Over al VIP Nightclub di Riverside, in California, dove McMichaels si è esibita in un lipsync come Tabatha Takes Over.  Morgan è apparso anche nel video lirico di Lady Gaga di "Applause" insieme ad altre drag queen.  Ha ospitato uno spettacolo su Internet per WOWPresents chiamato Living For The Lip Sync in cui parla delle esibizioni registrate dai fan di Lip Race.  È stato presentato in anteprima su YouTube il 4 settembre 2014 e si è concluso il 22 gennaio 2015. Ha fatto un'apparizione su Entertainment Tonight per parlare di All Stars 3 nel 2018. È stata descritta con Laganja Estranja, Farrah Moan e Jaidynn Diore-Fierce nella stagione 13 di Next Topmodel in Germania come ospite per la sfida dell'episodio 14.  È apparso in un video musicale per la canzone di Lizzo "Juice" il 17 aprile 2019. Era una ballerina di riserva per Nico Tortorella in un episodio di Lip Sync Battle nel 2019.

## Vita privata
Nell'ottobre 2018, White si è rotto la mano per autodifesa dopo un alterco fisico con un uomo che ha dichiarato di essere un nazista.

## Controversie
Il 28 maggio 2017, la vincitrice della seconda stagione di Drag Race, Tyra Sanchez, ha pubblicato un post su Facebook che riportava la morte di McMichaels dopo una disputa con una delle sorelle drag di McMichaels.  Quella notte la direzione del WEHO di Mickey's ha annullato lo spettacolo di Sanchez.